# Championnats des États-Unis de cross-country
Les championnats des États-Unis de cross-country (en anglais: USA Cross Country Championships) sont la compétition annuelle qui désigne les champions américains de cross-country. Ils sont organisés par l'USA Track and Field (USATF).

## Éditions et palmarès

### Hommes (1883-1963)
| Année                   | Site                          | Lieu                        | Vainqueur                          | Temps         | Distance         | Date             |
| ----------------------- | ----------------------------- | --------------------------- | ---------------------------------- | ------------- | ---------------- | ---------------- |
| 1883                    |                               |                             |                                    |               |                  |                  |
| Mott Haven              | New York, État de New York    | Thomas Delaney              | 26:30                              | 4,25 miles    | 6 novembre 1883  |                  |
| 1884                    |                               |                             |                                    |               |                  |                  |
| Mott Haven              | New York, État de New York    | D.D. McTaggart              | 29:53                              | ≈ 5 miles     | 4 novembre 1884  |                  |
| 1885                    |                               |                             |                                    |               |                  |                  |
| Mott Haven              | New York, État de New York    | Edward Carter               | 29:07                              | ≈ 4,5 miles   | 5 novembre 1885  |                  |
| 1886                    |                               |                             |                                    |               |                  |                  |
| Mott Haven              | New York, État de New York    | Edward Carter               | 31:51                              | 5 miles       | 2 novembre 1886  |                  |
| 1887                    |                               |                             |                                    |               |                  |                  |
| Highbridge Park         | New York, État de New York    | Edward Carter               | 56:44                              | 8 miles       | 30 avril 1887    |                  |
| Mott Haven              | New York, État de New York    | Edward Carter               | 34:52                              | 5 miles       | 8 novembre 1887  |                  |
| 1888                    |                               |                             |                                    |               |                  |                  |
| Fleetwood Driving Park  | New York, État de New York    | Edward Carter               | 41:35                              | ≈ 8 miles     | 28 avril 1888    |                  |
| 1889                    |                               |                             |                                    |               |                  |                  |
| Mott Haven              | New York, État de New York    | Willie Day                  | 45:31                              | ≈ 8 miles     | 4 mai 1889       |                  |
| 1890                    |                               |                             |                                    |               |                  |                  |
| Morris Park             | New York, État de New York    | Willie Day                  | 47:41                              | 8 miles       | 26 avril 1890    |                  |
| 1891                    |                               |                             |                                    |               |                  |                  |
| Morris Park             | New York, État de New York    | M. Kennedy                  | 46:30                              | 8 miles       | 25 avril 1891    |                  |
| 1892                    |                               |                             |                                    |               |                  |                  |
| Morris Park             | New York, État de New York    | Edward Carter               | 43:54                              | 8 miles       | 30 avril 1892    |                  |
| 1893 à 1896             |                               |                             | Non disputé                        |               |                  |                  |
| 1897                    |                               |                             |                                    |               |                  |                  |
| Morris Park             | New York, État de New York    | George Orton F.J. Hjertberg | 35:58 36:25                        | 6.25 miles    | 4 acril 1897     |                  |
| 1898                    |                               |                             |                                    |               |                  |                  |
| Morris Park             | New York, État de New York    | George Orton J.F. Malloy    | 35:41 36:24                        | 6.25 miles    | 2 avril 1898     |                  |
| Morris Park             | New York, État de New York    | A.I. Wright                 | 38:33                              | 6.5 miles     | 26 novembre 1898 |                  |
| 1899 à 1900             |                               |                             | Non disputé                        |               |                  |                  |
| 1901                    |                               |                             |                                    |               |                  |                  |
| Pan-American Exposition | Buffalo, État de New York     | Jerry Pierce                | 43:27                              | 8miles        | 7 septembre 1901 |                  |
| 1902                    |                               |                             | Non disputé                        |               |                  |                  |
| 1903                    | Travers Island                | New York, État de New York  | John J. Joyce                      | 32:23         | ≈ 6 miles        | 3 novembre 1903  |
| 1904                    |                               |                             | Non disputé                        |               |                  |                  |
| 1905                    | Travers Island                | New York, État de New York  | W.J. Hail                          | 32:59         | 6 miles          | 30 novembre 1905 |
| 1906                    | Travers Island                | New York, État de New York  | Frank Nebrich                      | 34:29         | 6 miles          | 15 décembre 1906 |
| 1907                    | Celtic Park                   | New York, État de New York  | Frank Bellars                      | 33:12         | 6,25 miles       | 23 novembre 1907 |
| 1908                    | Celtic Park                   | New York, État de New York  | Frank Bellars                      | 34:15         | 6,25 miles       | novembre 14 1908 |
| 1909                    | Celtic Park                   | New York, État de New York  | Willie Kramer                      | 31:17         | 6,5 miles        | 20 novembre 1909 |
| 1910                    | Celtic Park                   | New York, État de New York  | Frank Bellars                      | 33:03         | ≈ 6 miles        | 26 novembre 1910 |
| 1911                    | Celtic Park                   | New York, État de New York  | Willie Kramer                      | 37:08         | 6,25 miles       | 18 novembre 1911 |
| 1912                    | Van Cortlandt Park            | New York, État de New York  | Willie Kramer                      | 34:32         | 6 miles          | 30 novembre 1912 |
| 1913                    | Van Cortlandt Park            | New York, État de New York  | Abel Kiviat                        | 33:52         | 6 miles          | 6 décembre 1913  |
| 1914                    | Van Cortlandt Park            | New York, État de New York  | Hannes Kolehmainen Arthur J. Fogel | 33:36 33:49   | 6,12 miles       | 12 décembre 1914 |
| 1915                    | Van Cortlandt Park            | New York, État de New York  | Nick Giannakopoulos                | 32:46         | 6 miles          | 8 janvier 1916   |
| 1916                    | Van Cortlandt Park            | New York, État de New York  | Ville Kyrönen (3)John W. Overton   | 32:46 33:33   | 6 miles          | 9 décembre 1916  |
| 1917                    | Franklin Park                 | Boston, Massachusetts       | James Henigan                      | 33:58         | ≈ 6 miles        | 24 novembre 1917 |
| 1918                    | Van Cortlandt Park            | New York, État de New York  | Max Bohland                        | 33:00         | 6 miles          | 30 novembre 1918 |
| 1919                    | Van Cortlandt Park            | New York, État de New York  | Fred Faller                        | 32:26         | 6 miles          | 29 novembre 1919 |
| 1920                    | Franklin Park                 | Boston, Massachusetts       | Fred Faller                        | 29:01         | 5.5 miles        | 20 novembre 1920 |
| 1921                    | Schenley Park                 | Pittsburgh, Pennsylvanie    | R. Earl Johnson                    | 24:23         | 5 miles          | 19 novembre 1921 |
| 1922                    | Van Cortlandt Park            | New York, État de New York  | Ville Ritola R. Earl Johnson       | 34:37 35:41   | 6.5 miles        | 25 novembre 1922 |
| 1923                    | Fairmount Park                | Philadelphie, Pennsylvanie  | Ville Ritola                       | 31:56         | 6.25 miles       | 24 novembre 1923 |
| 1924                    | Van Cortlandt Park            | New York, État de New York  | Fred Wachsmuth                     | 31:35         | 6 miles          | 29 novembre 1924 |
| 1925                    | Van Cortlandt Park            | New York, État de New York  | Ville Ritola Fred Wachsmuth        | 29:27         | 6.25 miles       | 21 novembre 1925 |
| 1926                    | Van Cortlandt Park            | New York, État de New York  | Ville Ritola                       | 30:02         | 6,25 miles       | 21 novembre 1926 |
| 1927                    | Van Cortlandt Park            | New York, État de New York  | Ville Ritola                       | 29:27         | 6 miles          | 26 novembre 1927 |
| 1928                    | Van Cortlandt Park            | New York, État de New York  | Gus Moore                          | 31:18         | 6 miles          | 18 novembre 1928 |
| 1929                    | Van Cortlandt Park            | New York, État de New York  | Gus Moore                          | 31:10         | 6 miles          | 8 décembre 1928  |
| 1930                    | Lincoln Park                  | Jersey City, New Jersey     | William Zepp                       | 29:43         | 6 miles          | 30 novembre 1930 |
| 1931                    | Université d'Eastern Michigan | Ypsilanti, Michigan         | Clark Chamberlain                  | 29:40         | 6 miles          | 28 novembre 1931 |
| 1932                    | Kenwood Country Club          | Cincinnati, Ohio            | Joseph McCluskey                   | 32:36         | 6 miles          | 3 décembre 1932  |
| 1933                    | Washington Park               | Chicago, Illinois           | Ray Sears                          | 32:51         | 10 km            | 28 octobre 1933  |
| 1934                    | Finkbine Field                | Iowa City, Iowa             | Don Lash                           | 32:17         | 10 km            | 29 novembre 1934 |
| 1935                    | Van Cortlandt Park            | New York, État de New York  | Don Lash                           | 32:42         | 10 km            | 23 novembre 1935 |
| 1936                    | Branch Brook Park             | Newark, New Jersey          | Don Lash                           | 32:37         | 10 km            | 29 novembre 1936 |
| 1937                    | Branch Brook Park             | Newark, New Jersey          | Don Lash                           | 32:57         | 10 km            | 29 novembre 1937 |
| 1938                    | Branch Brook Park             | Newark, New Jersey          | Don Lash                           | 34:33         | 10 km            | 29 novembre 1938 |
| 1939                    | Branch Brook Park             | Newark, New Jersey          | Don Lash                           | 32:26         | 10 km            | 20 novembre 1939 |
| 1940                    | Meadowbrook Country Club      | Northville, Michigan        | Don Lash                           | 30:25         | 10 km            | 28 novembre 1940 |
| 1941                    | Empire City Race Track        | Yonkers, État de New York   | Greg Rice                          | 29:19         | 10 km            | 9 novembre 1941  |
| 1942                    | Weequahic Park                | Newark, New Jersey          | Frank Dixon                        | 32:52         | 10 km            | 29 novembre 1942 |
| 1943                    | Clifton Park                  | Baltimore, Maryland         | William Hulse                      | 32:41         | 10 km            | 25 novembre 1943 |
| 1944                    | Clifton Park                  | Baltimore, Maryland         | James Rafferty                     | 31:38         | 10 km            | 23 novembre 1944 |
| 1945                    | Delaware Park                 | Buffalo, État de New York   | Thomas Quinn                       | 34:14         | 10 km            | 25 novembre 1945 |
| 1946                    | Van Cortlandt Park            | New York, État de New York  | Robert Black                       | 32:46         | 10 km            | 30 novembre 1946 |
| 1947                    | Van Cortlandt Park            | New York, État de New York  | Curtis Stone                       | 32:28         | 10 km            | 30 novembre 1947 |
| 1948                    | Warren Valley Course          | Detroit, Michigan           | Robert Black                       | 30:00         | 10 km            | 27 novembre 1948 |
| 1949                    | Warren Valley Course          | Detroit, Michigan           | Fred Wilt                          | 30:31         | 10 km            | 3 décembre 1949  |
| 1950                    | Franklin Park                 | Boston, Massachusetts       | Browning Ross                      | 31:24         | 6 miles          | 25 novembre 1950 |
| 1951                    | Fairmount Park                | Philadelphie, Pennsylvanie  | Bill Ashenfelter                   | 30:26         | 10 km            | 16 décembre 1951 |
| 1952                    | Delaware Park                 | Buffalo, État de New York   | Fred Wilt                          | 32:31         | 10 km            | 30 novembre 1952 |
| 1953                    | Delaware Park                 | Buffalo, État de New York   | Fred Wilt                          | 31:17         | 10 km            | 29 novembre 1953 |
| 1954                    | Fairmount Park                | Philadelphie, Pennsylvanie  | Gordon McKenzie                    | 29:27         | 10 km            | 29 novembre 1954 |
| 1955                    | Delaware Park                 | Buffalo, État de New York   | Horace Ashenfelter                 | 31:39         | 10 km            | 20 novembre 1955 |
| 1956                    | Fairmount Park                | Philadelphie, Pennsylvanie  | Horace Ashenfelter                 | 30:08         | 10 km            | 9 décembre 1956  |
| 1957                    | Washington Park               | Chicago, Illinois           | John Macy                          | 31:12         | 10 km            | 7 décembre 1957  |
| 1958                    | Washington Park               | Chicago, Illinois           | John Macy                          | 29:47         | 10 km            | 6 décembre 1958  |
| 1959                    | Bellarmine College            | Louisville, Kentucky        | Al Lawrence John Macy              | 32:22.4 32:27 | 6,75 miles       | 26 novembre 1959 |
| 1960                    | Bellarmine College            | Louisville, Kentucky        | Al Lawrence (3) John Gutknecht     | 31:20.8 31:41 | 10 km            | 24 novembre 1960 |
| 1961                    | Bellarmine College            | Louisville, Kentucky        | Bruce Kidd John Gutknecht          | 32:02.6 32:08 | 10 km            | 23 novembre 1961 |
| 1962                    |                               |                             |                                    |               |                  |                  |
| Ohio State Golf Course  | Columbus, Ohio                | Leslie Hegedus              | 31:58                              | 10 km         | 22 novembre 1962 |                  |
| Washington Park         | Chicago, Illinois             | Pete McArdle                | 29:53                              | 6,18 miles    | 24 novembre 1962 |                  |
| 1963                    |                               |                             |                                    |               |                  |                  |
| Washington Park         | Chicago, Illinois             | Tom O'Hara                  | 30:12                              | 10 km         | 28 novembre 1963 |                  |
| Van Cortlandt Park      | New York, État de New York    | Bruce Kidd Pete McArdle     | 30:47                              | 10 km         | 30 novembre 1963 |                  |

### Hommes et femmes séparés (1964-1978)
| Année                             | Site                               | Lieu                         | Vainqueur       | Temps     | Distance         | Date |
| --------------------------------- | ---------------------------------- | ---------------------------- | --------------- | --------- | ---------------- | ---- |
| 1964                              |                                    |                              |                 |           |                  |      |
| Washington Park                   | Chicago, Illinois                  | Dan Shaughnessy              | 30:57           | 10 km     | 26 novembre 1964 |      |
| Washington Park                   | Chicago, Illinois                  | Dave Ellis William Morgan    | 30:49 31:10     | 10 km     | 28 novembre 1964 |      |
|                                   | Seattle, État de Washington        | Marie Mulder                 | 6:51            | 2 km      | 28 novembre 1964 |      |
| 1965                              |                                    |                              |                 |           |                  |      |
| Echo Hills Golf Course            | Wichita, Kansas                    | John Lawson                  | 28:50           | 6 miles   | 25 novembre 1965 |      |
| Van Cortlandt Park                | New York, État de New York         | Ron Larrieu                  | 31:11           | 10 km     | 27 novembre 1965 |      |
|                                   | Cambridge, Massachusetts           | Sandra Knott                 | 9:06            | 1,5 miles | 27 novembre 1965 |      |
| 1966                              |                                    |                              |                 |           |                  |      |
| Echo Hills Golf Course            | Wichita, Kansas                    | Tarry Harrison               | 29:57           | 6 miles   | 24 novembre 1966 |      |
| Pierce College                    | Woodland Hills, Californie         | Ron Larrieu                  | 31:23           | 10 km     | 26 novembre 1966 |      |
|                                   |                                    | Doris Brown                  |                 |           |                  |      |
| 1967                              |                                    |                              |                 |           |                  |      |
| Fort Collins Country Club         | Colorado Springs, Colorado         | Arjan Gelling                | 31:58           | 10 km     | 25 novembre 1967 |      |
| Washington Park                   | Chicago, Illinois                  | Ken Moore                    | 30:08           | 10 km     | 25 novembre 1967 |      |
|                                   |                                    | Vicki Foltz                  |                 |           |                  |      |
| 1968                              |                                    |                              |                 |           |                  |      |
| Van Cortlandt Park                | New York, État de New York         | Tarry Harrison               | 30:05           | 10 km     | 28 novembre 1968 |      |
| Van Cortlandt Park                | New York, État de New York         | John Mason                   | 30:34           | 10 km     | 30 novembre 1968 |      |
|                                   |                                    | Doris Brown                  |                 |           |                  |      |
| 1968                              |                                    |                              |                 |           |                  |      |
| Université d'État de Pennsylvanie | University Park (en), Pennsylvanie | Jack Bacheler                | 29:35           | 6 miles   | 26 novembre 1969 |      |
|                                   | Bloomfield Hills, Michigan         | Jack Bacheler                | 30:49           | 10 km     | 29 novembre 1969 |      |
|                                   |                                    | Doris Brown                  |                 |           |                  |      |
| 1970                              |                                    |                              |                 |           |                  |      |
| Université d'État de Pennsylvanie | University Park (en), Pennsylvanie | Frank Shorter                | 29:01           | 6 miles   | 25 novembre 1970 |      |
| Washington Park                   | Chicago, Illinois                  | Frank Shorter                | 30:15           | 10 km     | 28 novembre 1970 |      |
|                                   | Saint-Louis, Missouri              | Doris Brown                  | 10:39           | 2 miles   | 28 novembre 1970 |      |
| 1971                              |                                    |                              |                 |           |                  |      |
| Stone Mountain Golf Course        | Stone Mountain, Georgie            | Edward Leddy                 | 29:56           | 6 miles   | 24 novembre 1971 |      |
| UC San Diego                      | La Jolla, Californie               | Frank Shorter                | 29:19           | 10 km     | 27 novembre 1971 |      |
|                                   | Wickliffe, Ohio                    | Doris Brown                  | 14:29.4         | 4 km      | 27 novembre 1971 |      |
| 1972                              |                                    |                              |                 |           |                  |      |
| North Texas State                 | Denton, Texas                      | John Halberstadt             | 29:01           | 6 miles   | 22 novembre 1972 |      |
| Washington Park                   | Chicago, Illinois                  | Frank Shorter                | 30:42           | 10 km     | 25 novembre 1972 |      |
| El Dorado Regional Park           | Long Beach, Californie             | Francie Larrieu              | 13:27           | 4 km      | 25 novembre 1972 |      |
| 1973                              |                                    |                              |                 |           |                  |      |
| Balboa Park                       | San Diego, Californie              | Ed Mendoza                   | 29:39           | 6 miles   | 24 novembre 1973 |      |
| Université de Floride             | Gainesville, Floride               | Frank Shorter                | 29:52           | 10 km     | 24 novembre 1973 |      |
|                                   | Albuquerque, Nouveau-Mexique       | Francie Larrieu              | 17:17           | 3 miles   | 24 novembre 1973 |      |
| 1974                              |                                    |                              |                 |           |                  |      |
| Université du Michigan            | Ann Arbor, Michigan                | Pat Mandera                  | 29:39           | 6 miles   | 27 novembre 1974 |      |
| Crystal Springs                   | Belmont, Californie                | John Ngeno (3) Ted Castaneda | 29:58.8 30:22.9 | 10 km     | 30 novembre 1974 |      |
|                                   | Bellbrook, Ohio                    | Lynn Bjorklund               | 17:31           | 3 miles   | 30 novembre 1974 |      |
| Université de Floride             | Gainesville, Floride               | Frank Shorter                | 46:32           | 15 km     | 9 février 1975   |      |
| 1975                              |                                    |                              |                 |           |                  |      |
| Coonskin Park                     | Charleston, Virginie-Occidentale   | Alex Kasich                  | 32:04           | 6 miles   | 29 novembre 1975 |      |
| Eisenhower Golf Club              | Annapolis, Maryland                | Greg Fredericks              | 28:57           | 10 km     | 30 novembre 1975 |      |
| Crystal Springs                   | Belmont, Californie                | Lynn Bjorklund               | 16:32.6         | 3 miles   | 29 novembre 1975 |      |
| Crystal Springs                   | Belmont, Californie                | Gary Tuttle                  | 37:24           | 12 km     | 31 janvier 1976  |      |
| 1976                              |                                    |                              |                 |           |                  |      |
| Yahara Hills                      | Madison, Wisconsin                 | Mike Slack                   | 29:41           | 6 miles   | 23 octobre 1976  |      |
| Fairmount Park                    | Philadelphie, Pennsylvanie         | Ric Rojas                    | 30:23           | 10 km     | 27 novembre 1976 |      |
|                                   | Miami, Floride                     | Jan Merrill                  | 16:37           | 3 miles   | 27 novembre 1976 |      |
| Alameda Municipal Golf Course     | Alameda, Californie                | Mike Bordell                 | 42:47           | 9 miles   | 19 février 1977  |      |
| 1977                              |                                    |                              |                 |           |                  |      |
| Yahara Hills                      | Madison, Wisconsin                 | Craig Virgin                 | 28:31           | 6 miles   | 22 octobre 1977  |      |
| Buffalo Bayou Park                | Houston, Texas                     | Nick Rose Craig Virgin       | 30:14.3 30:22   | 10 km     | 26 novembre 1977 |      |
|                                   | San Bernardino, Californie         | Jan Merrill                  | 16:55           | 5 km      | 26 novembre 1977 |      |
|                                   | Atlanta, Georgie                   | Dan Dillon                   | 42:47           | 12 km     | 28 janvier 1978  |      |
| 1978                              |                                    |                              |                 |           |                  |      |
| Yahara Hills                      | Madison, Wisconsin                 | Craig Virgin                 | 28:42           | 6 miles   | 21 octobre 1978  |      |
| West Seattle Golf Course          | Seattle, État de Washington        | Greg Meyer                   | 29:35           | 10 km     | 25 novembre 1978 |      |
|                                   | Memphis, Tennessee                 | Julie Brown                  | 16:32           | 5 km      | 25 novembre 1978 |      |
|                                   | Atlanta, Georgie                   | Marc Hunter                  | 36:27           | 12 km     | 10 février 1979  |      |

### Hommes et femmes combinés (1979-1992)
| Année                              | Site                        | Lieu                         | Vainqueur   | Temps   | Distance         | Date |
| ---------------------------------- | --------------------------- | ---------------------------- | ----------- | ------- | ---------------- | ---- |
| 1979                               |                             |                              |             |         |                  |      |
| Université du Wisconsin à Parkside | Kenosha, Wisconsin          | Herb Lindsay                 | 24:12       | 5 miles | 20 octobre 1979  |      |
| North Carolina State               | Raleigh, Caroline du Nord   | Alberto Salazar              | 30:27       | 10 km   | 24 novembre 1979 |      |
| North Carolina State               | Raleigh, Caroline du Nord   | Margaret Groos               | 16:53.9     | 5 km    | 24 novembre 1979 |      |
| Lane Community College             | Eugene, Oregon              | Craig Virgin                 | 36:43       | 12 km   | 19 janvier 1980  |      |
| 1980                               |                             |                              |             |         |                  |      |
| Université du Nevada à Reno        | Reno, Nevada                | Jairo Correa                 | 31:56       | 10 km   | 25 octobre 1980  |      |
| Université d'État de l'Idaho       | Pocatello, Idaho            | Jon Sinclair                 | 31:46       | 10 km   | 29 novembre 1980 |      |
| Université d'État de l'Idaho       | Pocatello, Idaho            | Mary Shea                    | 18:18.7     | 5 km    | 29 novembre 1980 |      |
| E. P. "Tom" Sawyer State Park      | Louisville, Kentucky        | Craig Virgin                 | 36:09       | 12 km   | 19 janvier 1981  |      |
| 1981                               |                             |                              |             |         |                  |      |
| DeBell Golf Course                 | Burbank, Californie         | Adrian Royle Alberto Salazar | 27:20 27:22 | 10 km   | 28 novembre 1981 |      |
| DeBell Golf Course                 | Burbank, Californie         | Julie Brown                  | 15:49       | 5 km    | 28 novembre 1981 |      |
| Université d'État de l'Idaho       | Pocatello, Idaho            | Alberto Salazar              | 36:09       | 12 km   | 15 février 1982  |      |
| 1982                               |                             |                              |             |         |                  |      |
| Meadowlands Racetrack              | East Rutherford, New Jersey | Pat Porter                   | 28:50       | 10 km   | 28 novembre 1982 |      |
| Meadowlands Racetrack              | East Rutherford, New Jersey | Leslie Welch                 | 15:52       | 5 km    | 28 novembre 1982 |      |
| Southern Illinois University (en)  | Edwardsville, Illinois      | Alberto Salazar              | 36:34       | 12 km   | 20 février 1983  |      |
| 1983                               |                             |                              |             |         |                  |      |
| Penn State Blue Golf Course        | State College, Pennsylvanie | Pat Porter                   | 29:18       | 10 km   | 28 novembre 1983 |      |
| Penn State Blue Golf Course        | State College, Pennsylvanie | Betty Jo Geiger              | 16:31       | 5 km    | 26 novembre 1983 |      |
| Meadowlands Racetrack              | East Rutherford, New Jersey | Pat Porter                   | 34:47       | 12 km   | 19 février 1984  |      |
| 1984                               |                             |                              |             |         |                  |      |
| Franklin Park                      | Boston, Massachusetts       | Pat Porter                   | 28:06       | 10 km   | 24 novembre 1984 |      |
| Franklin Park                      | Boston, Massachusetts       | Cathy Branta                 | 15:19       | 5 km    | 24 novembre 1984 |      |
| Cottonwood Creek Golf Course       | Waco, Texas                 | Ed Eyestone                  | 36:09       | 12 km   | 16 février 1985  |      |
| 1985                               |                             |                              |             |         |                  |      |
| Meredith College                   | Raleigh, Caroline du Nord   | Pat Porter                   | 30:33       | 10 km   | 30 novembre 1985 |      |
| Meredith College                   | Raleigh, Caroline du Nord   | Lynn Jennings                | 17:28       | 5 km    | 30 novembre 1985 |      |
| Cottonwood Creek Golf Course       | Waco, Texas                 | Pat Porter                   | 35:07       | 12 km   | 15 février 1986  |      |
| 1986                               |                             |                              |             |         |                  |      |
| Golden Gate Park Polo Fields       | San Francisco, Californie   | Pat Porter                   | 30:36       | 10 km   | 29 novembre 1986 |      |
| Golden Gate Park Polo Fields       | San Francisco, Californie   | Leslie Welch                 | 16:51       | 5,2 km  | 29 novembre 1986 |      |
| Trinity Park                       | Dallas, Texas               | John Easker                  | 36:54       | 12 km   | 14 février 1987  |      |
| 1987                               |                             |                              |             |         |                  |      |
| Van Cortlandt Park                 | New York, État de New York  | Pat Porter                   | 29:58       | 10 km   | 28 novembre 1987 |      |
| Van Cortlandt Park                 | New York, État de New York  | Lynn Jennings                | 19:35       | 6 km    | 28 novembre 1987 |      |
| Trinity Park                       | Dallas, Texas               | George Nicolas               | 38:13       | 12 km   | 13 février 1988  |      |
| 1988                               |                             |                              |             |         |                  |      |
| Meredith College                   | Raleigh, Caroline du Nord   | Pat Porter                   | 31:07       | 10 km   | 26 novembre 1988 |      |
| Meredith College                   | Raleigh, Caroline du Nord   | Lynn Jennings                | 19:32       | 6 km    | 26 novembre 1988 |      |
| Tyee Valley Golf Course            | SeaTac, État de Washington  | Pat Porter                   | 37:54       | 12 km   | 4 février 1989   |      |
| 1989                               |                             |                              |             |         |                  |      |
| Golden Gate Park Polo Fields       | San Francisco, Californie   | Pat Porter                   | 32:08       | 10 km   | 25 novembre 1989 |      |
| Golden Gate Park Polo Fields       | San Francisco, Californie   | Lynn Jennings                | 21:11       | 6 km    | 25 novembre 1989 |      |
| Tyee Valley Golf Course            | SeaTac, État de Washington  | Ed Eyestone                  | 33:39       | 12 km   | 10 février 1990  |      |
| 1990                               |                             |                              |             |         |                  |      |
| Van Cortlandt Park                 | New York City, New York     | Bob Kempainen                | 30:23       | 10 km   | 25 novembre 1990 |      |
| Van Cortlandt Park                 | New York, État de New York  | Lynn Jennings                | 19:07       | 6 km    | 25 novembre 1990 |      |
| Université d'État de Floride       | Tallahassee, Floride        | Aaron Ramirez                | 34:48       | 12 km   | 2 février 1991   |      |
| 1991                               |                             |                              |             |         |                  |      |
| Franklin Park                      | Boston, Massachusetts       | Todd Williams                | 29:18       | 10 km   | 30 novembre 1991 |      |
| Franklin Park                      | Boston, Massachusetts       | Lynn Jennings                | 19:24       | 6 km    | 30 novembre 1991 |      |
| Plough Park                        | Memphis, Tennessee          | Shannon Butler               | 35:46       | 12 km   | 8 février 1992   |      |
| 1992                               |                             |                              |             |         |                  |      |
| Université du Wisconsin à Parkside | Kenosha, Wisconsin          | Bob Kennedy                  | 29:41       | 10 km   | 28 novembre 1992 |      |
| Université du Wisconsin à Parkside | Kenosha, Wisconsin          | Lynn Jennings                | 20:26       | 6 km    | 28 novembre 1992 |      |
| Sandy High School                  | Sandy, Oregon               | Todd Williams                | 36:45       | 12 km   | 6 février 1993   |      |

### Ère USATF (depuis 1993)
Des championnats dits d'hiver et d'été sont organisés. Certaines éditions présentent des cross courts, d'environ 4 km, et longs, d'environ 10 km.
| Année                                 | Site                          | Lieu                     | Vainqueur | Temps   | Distance          | Date |
| ------------------------------------- | ----------------------------- | ------------------------ | --------- | ------- | ----------------- | ---- |
| 1993                                  |                               |                          |           |         |                   |      |
| Université du Montana                 | Missoula, Montana             | Todd Williams            | 26:55     | 10 km   | 27 novembre 1993  |      |
| Université du Montana                 | Missoula, Montana             | Lynn Jennings            | 20:18     | 6 km    | 27 novembre 1993  |      |
| Plough Park                           | Memphis, Tennessee            | Bob Kennedy              | 36:25     | 12 km   | 5 février 1994    |      |
| 1994                                  |                               |                          |           |         |                   |      |
| Blue Lake Regional Park               | Portland, Oregon              | Reuben Reina             | 30:00     | 10 km   | 4 décembre 1994   |      |
| Blue Lake Regional Park               | Portland, Oregon              | Olga Appell              | 18:15     | 5,9 km  | 4 décembre 1994   |      |
| 1995                                  |                               |                          |           |         |                   |      |
| Franklin Park                         | Boston, Massachusetts         | Brad Schlapak            | 28.41     | 9,9 km  | 3 décembre 1995   |      |
| Franklin Park                         | Boston, Massachusetts         | Joan Nesbit              | 19:05     | 6 km    | 3 décembre 1995   |      |
| 1996                                  |                               |                          |           |         |                   |      |
| Stanford Golf Course                  | Palo Alto, Californie         | Reuben Reina             | 29:06     | 10 km   | 7 décembre 1996   |      |
| Stanford Golf Course                  | Palo Alto, Californie         | Lynn Jennings            | 21:06     | 6,5 km  | 7 décembre 1996   |      |
| 1997                                  |                               |                          |           |         |                   |      |
| Blue Lake Regional Park               | Portland, Oregon              | Tim Hacker               | 27:31     | 10 km   | 7 décembre 1997   |      |
| Blue Lake Regional Park               | Portland, Oregon              | Deena Drossin            | 26:35     | 8 km    | 7 décembre 1997   |      |
| ESPN Wide World of Sports Complex     | Lake Buena Vista, Floride     | Dan Browne               | 11:08     | 4 km    | 31 janvier 1998   |      |
| ESPN Wide World of Sports Complex     | Lake Buena Vista, Floride     | Amy Rudolph              | 12:38     | 4 km    | 31 janvier 1998   |      |
| ESPN Wide World of Sports Complex     | Lake Buena Vista, Floride     | Nnenna Lynch             | 26:45     | 8 km    | 31 janvier 1998   |      |
| 1998                                  |                               |                          |           |         |                   |      |
| ESPN Wide World of Sports Complex     | Lake Buena Vista, Floride     | Andre Williams           | 28:59     | 10 km   | 6 décembre 1998   |      |
| ESPN Wide World of Sports Complex     | Lake Buena Vista, Floride     | Blake Phillips-Russell   | 20:06     | 6 km    | 6 décembre 1998   |      |
| Lake Spanaway Golf Course             | Tacoma, État de Washington    | Adam Goucher             | 10:29     | 4 km    | 13 février 1999   |      |
| Lake Spanaway Golf Course             | Tacoma, État de Washington    | Deena Drossin            | 25:15     | 8 km    | 13 février 1999   |      |
| Lake Spanaway Golf Course             | Tacoma, État de Washington    | Alan Culpepper           | 34:24     | 12 km   | 14 février 1999   |      |
| Lake Spanaway Golf Course             | Tacoma, État de Washington    | Amy Rudolph              | 11:59     | 4 km    | 14 février 1999   |      |
| 1999                                  |                               |                          |           |         |                   |      |
| El Dorado Regional Park               | Long Beach, Californie        | Ray Appenheimer          | 28:59     | 10 km   | 5 décembre 1999   |      |
| El Dorado Regional Park               | Long Beach, Californie        | Collette Liss            | 20:28     | 6 km    | 5 décembre 1999   |      |
| Bryan Park                            | Greensboro, Caroline du Nord  | Adam Goucher             | 11:56     | 4 km    | 12 février 2000   |      |
| Bryan Park                            | Greensboro, Caroline du Nord  | Deena Drossin            | 27:48     | 8 km    | 12 février 2000   |      |
| Bryan Park                            | Greensboro, Caroline du Nord  | Adam Goucher             | 37:17     | 12 km   | 13 février 2000   |      |
| Bryan Park                            | Greensboro, Caroline du Nord  | Deena Drossin            | 13:30     | 4 km    | 13 février 2000   |      |
| 2000                                  |                               |                          |           |         |                   |      |
| Franklin Park                         | Boston, Massachusetts         | Matt Downin              | 29:01     | 10 km   | 25 novembre 2000  |      |
| Franklin Park                         | Boston, Massachusetts         | Kim Fitchen              | 20:04     | 6 km    | 25 novembre 2000  |      |
| Fort Vancouver National Historic Site | Vancouver, Washington         | Tim Broe                 | 11:32     | 4 km    | 17 février 2001   |      |
| Fort Vancouver National Historic Site | Vancouver, État de Washington | Deena Drossin            | 26:14     | 8 km    | 17 février 2001   |      |
| Fort Vancouver National Historic Site | Vancouver, État de Washington | Meb Keflezighi           | 34:54     | 12 km   | 18 février 2001   |      |
| Fort Vancouver National Historic Site | Vancouver, État de Washington | Regina Jacobs            | 12:37     | 4 km    | 18 février 2001   |      |
| 2001                                  |                               |                          |           |         |                   |      |
| Battleship Memorial Park              | Mobile, Alabama               | Jared Cordes             | 30:39     | 10 km   | 1er décembre 2001 |      |
| Battleship Memorial Park              | Mobile, Alabama               | Priscilla Hein           | 20:21     | 6 km    | 1er décembre 2001 |      |
| Fort Vancouver National Historic Site | Vancouver, État de Washington | Tim Broe                 | 11:58     | 4 km    | 9 février 2002    |      |
| Fort Vancouver National Historic Site | Vancouver, État de Washington | Deena Drossin            | 26:31     | 8 km    | 9 février 2002    |      |
| Fort Vancouver National Historic Site | Vancouver, État de Washington | Meb Keflezighi           | 35:45     | 12 km   | 10 février 2002   |      |
| Fort Vancouver National Historic Site | Vancouver, État de Washington | Regina Jacobs            | 12:55     | 4 km    | 10 février 2002   |      |
| 2002                                  |                               |                          |           |         |                   |      |
| Sierra College Course                 | Rocklin, Californie           | Jared Cordes             | 31:26     | 10 km   | 14 décembre 2002  |      |
| Sierra College Course                 | Rocklin, Californie           | Shayne Culpepper         | 21:47     | 6 km    | 14 décembre 2002  |      |
| Buffalo Bayou Park                    | Houston, Texas                | Robert Gary              | 13:53     | 4 km    | 15 février 2003   |      |
| Buffalo Bayou Park                    | Houston, Texas                | Deena Drossin            | 29:06     | 8 km    | 15 février 2003   |      |
| Buffalo Bayou Park                    | Houston, Texas                | Alan Culpepper           | 38:22     | 12 km   | 16 février 2003   |      |
| Buffalo Bayou Park                    | Houston, Texas                | Shayne Culpepper         | 15:10     | 4 km    | 16 février 2003   |      |
| 2003                                  |                               |                          |           |         |                   |      |
| Bryan Park                            | Greensboro, Caroline du Nord  | Alan Webb                | 30:13     | 10 km   | 7 décembre 2003   |      |
| Bryan Park                            | Greensboro, Caroline du Nord  | Melissa Buttry           | 19:59.9   | 6 km    | 7 décembre 2003   |      |
| Fall Creek and 16th Street Park       | Indianapolis, Indiana         | Charlie Gruber           | 11:14     | 4 km    | 7 février 2004    |      |
| Fall Creek and 16th Street Park       | Indianapolis, Indiana         | Colleen De Reuck         | 26:16     | 8 km    | 7 février 2004    |      |
| Fall Creek and 16th Street Park       | Indianapolis, Indiana         | Bob Kennedy              | 35:03     | 12 km   | 8 février 2004    |      |
| Fall Creek and 16th Street Park       | Indianapolis, Indiana         | Shalane Flanagan         | 12:26     | 4 km    | 8 février 2004    |      |
| 2004                                  |                               |                          |           |         |                   |      |
| Portland Meadows                      | Portland, Oregon              | Jorge Torres             | 32:43.91  | 10 km   | 5 décembre 2004   |      |
| Portland Meadows                      | Portland, Oregon              | Melissa Buttry           | 23:07.85  | 6 km    | 5 décembre 2004   |      |
| Fort Vancouver National Historic Site | Vancouver, État de Washington | Tim Broe                 | 11:37.8   | 4 km    | 12 février 2005   |      |
| Fort Vancouver National Historic Site | Vancouver, État de Washington | Colleen De Reuck         | 27:24     | 8 km    | 12 février 2005   |      |
| Fort Vancouver National Historic Site | Vancouver, État de Washington | Dathan Ritzenhein        | 36:59.9   | 12 km   | 13 février 2005   |      |
| Fort Vancouver National Historic Site | Vancouver, État de Washington | Shalane Flanagan         | 13:24.3   | 4 km    | 13 février 2005   |      |
| 2005                                  |                               |                          |           |         |                   |      |
| Genesee Valley Park                   | Rochester, État de New York   | Matt Tegenkamp           | 29:49     | 10 km   | 19 novembre 2005  |      |
| Genesee Valley Park                   | Rochester, État de New York   | Elizabeth Woodworth      | 20:29     | 6 km    | 19 novembre 2005  |      |
| Van Cortlandt Park                    | New York, État de New York    | Adam Goucher             | 10:50     | 3,9 km  | 18 février 2006   |      |
| Van Cortlandt Park                    | New York, État de New York    | Blake Phillips-Russell   | 26:47     | 7,9 km  | 18 février 2006   |      |
| Van Cortlandt Park                    | New York City, New York       | Ryan Hall                | 34:38     | 11,9 km | 19 février 2006   |      |
| Van Cortlandt Park                    | New York, État de New York    | Carrie Tollefson         | 12:32     | 3,9 km  | 19 février 2006   |      |
| 2006                                  |                               |                          |           |         |                   |      |
| Golden Gate Park Polo Fields          | San Francisco, Californie     | Matt Downin              | 30:13     | 10 km   | 9 décembre 2006   |      |
| Golden Gate Park Polo Fields          | San Francisco, Californie     | Amy Rudolph              | 19:59     | 6 km    | 9 décembre 2006   |      |
| Flatirons Golf Course                 | Boulder, Colorado             | Deena Drossin            | 26:47     | 8 km    | 10 février 2007   |      |
| Flatirons Golf Course                 | Boulder, Colorado             | Alan Culpepper           | 37:09     | 12 km   | 10 février 2007   |      |
| 2007                                  |                               |                          |           |         |                   |      |
| Voice of America Park                 | West Chester, Ohio            | Ryan Warrenburg          | 31:46.9   | 10 km   | 8 décembre 2007   |      |
| Voice of America Park                 | West Chester, Ohio            | Delilah DiCrescenzo      | 20:30.7   | 6 km    | 8 décembre 2007   |      |
| Mission Bay                           | San Diego, Californie         | Shalane Flanagan         | 25:26     | 8 km    | 16 février 2008   |      |
| Mission Bay                           | San Diego, Californie         | Dathan Ritzenhein        | 35:03     | 12 km   | 16 février 2008   |      |
| 2008                                  |                               |                          |           |         |                   |      |
| Plantes Ferry Recreation Park         | Spokane, État de Washington   | Scott Bauhs              | 30:47     | 10 km   | 13 décembre 2008  |      |
| Plantes Ferry Recreation Park         | Spokane, État de Washington   | Rebecca Donaghue         | 19:59     | 6 km    | 13 décembre 2008  |      |
| Agricultural History Farm Park        | Derwood, Maryland             | Emily Brown              | 26:58     | 8 km    | 7 février 2009    |      |
| Agricultural History Farm Park        | Derwood, Maryland             | Meb Keflezighi           | 36:06     | 12 km   | 7 février 2009    |      |
| 2009                                  |                               |                          |           |         |                   |      |
| Masterson Park                        | Lexington, Kentucky           | David Jankowski          | 29:18     | 10 km   | 9 décembre 2009   |      |
| Masterson Park                        | Lexington, Kentucky           | Serena Burla             | 20:23     | 6 km    | 9 décembre 2009   |      |
| Plantes Ferry Recreation Park         | Spokane, État de Washington   | Shalane Flanagan         | 26:47     | 8 km    | 13 février 2010   |      |
| Plantes Ferry Recreation Park         | Spokane, État de Washington   | Dathan Ritzenhein        | 34:34     | 12 km   | 13 février 2010   |      |
| 2010                                  |                               |                          |           |         |                   |      |
| McAlpine Park                         | Charlotte, Caroline du Nord   | Aaron Braun              | 29:35.3   | 10 km   | 11 décembre 2010  |      |
| McAlpine Park                         | Charlotte, Caroline du Nord   | Renee Metivier Baillie   | 19:50.5   | 6 km    | 11 décembre 2010  |      |
| Mission Bay                           | San Diego, Californie         | Shalane Flanagan         | 25:47     | 8 km    | 5 février 2011    |      |
| Mission Bay                           | San Diego, Californie         | Brent Vaughn             | 35:46     | 12 km   | 5 février 2011    |      |
| 2011                                  |                               |                          |           |         |                   |      |
| Jefferson Park Golf Course            | Seattle, État de Washington   | Jonathan Grey            | 29:38     | 10 km   | 10 décembre 2011  |      |
| Jefferson Park Golf Course            | Seattle, État de Washington   | Brie Felnagle            | 19:54     | 6 km    | 10 décembre 2011  |      |
| Forest Park                           | Saint-Louis, Missouri         | Sara Hall                | 26:50.1   | 8 km    | 11 février 2012   |      |
| Forest Park                           | Saint-Louis, Missouri         | Bobby Mack               | 35:41.4   | 12 km   | 11 février 2012   |      |
| 2012                                  |                               |                          |           |         |                   |      |
| Masterson Park                        | Lexington, Kentucky           | Jacob Riley              | 29:58     | 10 km   | 8 décembre 2012   |      |
| Masterson Park                        | Lexington, Kentucky           | Mattie Suver             | 20:01     | 6 km    | 8 décembre 2012   |      |
| Forest Park                           | Saint-Louis, Missouri         | Shalane Flanagan         | 25:49.0   | 8 km    | 8 février 2013    |      |
| Forest Park                           | Saint-Louis, Missouri         | Chris Derrick            | 35:38.6   | 12 km   | 8 février 2013    |      |
| 2013                                  |                               |                          |           |         |                   |      |
| Rivers Edge Golf Course               | Bend, Oregon                  | Joseph Gray              | 31:05     | 10 km   | 14 décembre 2013  |      |
| Rivers Edge Golf Course               | Bend, Oregon                  | Laura Thweatt            | 21:43     | 6 km    | 14 décembre 2013  |      |
| Flatirons Golf Course                 | Boulder, Colorado             | Amy VanAlstine           | 27:35     | 8 km    | 15 février 2014   |      |
| Flatirons Golf Course                 | Boulder, Colorado             | Chris Derrick            | 36:14     | 12 km   | 15 février 2014   |      |
| 2014                                  |                               |                          |           |         |                   |      |
| Lehigh Goodman Campus Course          | Bethlehem, Pennsylvanie       | Ryan Hill                | 29:07.03  | 10 km   | 13 décembre 2014  |      |
| Lehigh Goodman Campus Course          | Bethlehem, Pennsylvanie       | Laura Thweatt            | 19:15     | 6 km    | 13 décembre 2014  |      |
| Flatirons Golf Course                 | Boulder, Colorado             | Laura Thweatt            | 27:42     | 8 km    | 7 février 2015    |      |
| Flatirons Golf Course                 | Boulder, Colorado             | Chris Derrick            | 36:18     | 12 km   | 7 février 2015    |      |
| 2015                                  |                               |                          |           |         |                   |      |
| Golden Gate Park Polo Fields          | San Francisco, Californie     | Garrett Heath            | 29:06     | 10 km   | 12 décembre 2015  |      |
| Golden Gate Park Polo Fields          | San Francisco, Californie     | Amy Van Alstine          | 19:51     | 6 km    | 12 décembre 2015  |      |
| Rivers Edge Golf Course               | Bend, Oregon                  | Mattie Suver             | 36:38     | 10 km   | 6 février 2016    |      |
| Rivers Edge Golf Course               | Bend, Oregon                  | Craig Lutz               | 31:40     | 10 km   | 6 février 2016    |      |
| 2016                                  |                               |                          |           |         |                   |      |
| Apalachee Regional Park               | Tallahassee, Floride          | Samuel Chelanga          | 28:55     | 10 km   | 10 décembre 2016  |      |
| Apalachee Regional Park               | Tallahassee, Floride          | Colleen Quigley          | 19:31     | 6 km    | 10 décembre 2016  |      |
| Rivers Edge Golf Course               | Bend, Oregon                  | Aliphine Tuliamuk-Bolton | 34:24     | 10 km   | 4 février 2017    |      |
| Rivers Edge Golf Course               | Bend, Oregon                  | Leonard Korir            | 30:12     | 10 km   | 4 février 2017    |      |
| 2017                                  |                               |                          |           |         |                   |      |
| Masterson Park                        | Lexington, Kentucky           | Ian La Mere              | 29:10     | 10 km   | 9 décembre 2017   |      |
| Masterson Park                        | Lexington, Kentucky           | Sarah Pagano             | 19:40     | 6 km    | 9 décembre 2017   |      |
| Apalachee Regional Park               | Tallahassee, Floride          | Emily Infeld             | 33:19     | 10 km   | 3 février 2018    |      |
| Apalachee Regional Park               | Tallahassee, Floride          | Leonard Korir            | 29:17     | 10 km   | 3 février 2018    |      |